# Lenka Zogatová
Lenka Zogatová (8. června 1956 Jablunkov – 1. prosince 2014 Brno)  byla česká hudební manažerka, organizátorka kulturního dění (zčásti v undergroundu), herečka a divadelní historička působící v Brně. Zasloužila se o vznik a působení řady významných kapel brněnské alternativní hudební scény a byla organizátorkou neoficiálních koncertů v době totality.

## Život
Narodila se v Jablunkově. Z téhož kraje pocházel její první manžel, básník Jindřich Zogata. Její působení je spjato zejména s brněnskou hudební scénou 80. let 20. století, kdy jako pracovnice OKVS v brněnských Husovicích pořádala koncerty v hudebním klubu Musilka a zaštiťovala alternativní kapely, často takové, které by jinak vystupovat nemohly. V její péči působili hudebníci a skupiny jako Dunaj, Iva Bittová a Pavel Fajt, E, Ještě jsme se nedohodli, po revoluci spolupracovala např. s uskupeními Čokovoko, Midi lidi a další. V 80. letech pořádala souběžně s oficiálním působením také akce bez úředního souhlasu. Sem patřil např. utajený koncert zpěvačky Nico (pořádaný ve spolupráci s Milošem Čuříkem) v hostinci v Kníničkách 3. října 1985 nebo koncert americké skupiny Swans roku 1986.
V 90. letech pracovala jako dramaturgyně nově otevřeného Českého centra v Bratislavě, v roce 2012 se tam pak vrátila jako ředitelka. Mezitím vystudovala na FF MU obor Teorie a dějiny divadla. Studium ukončila r. 2007 diplomovou prací Divadlo Ochotnický kroužek v kontextu nezávislé kultury 80. let v Brně, která se později stala základem rozsáhlé publikace Ochotnický kroužek (2015). Na počátku 21. století pak Zogatová patřila mezi první propagátory žánru poetry slam v Česku.
Jako herečka se uplatnila v 80. letech v Pitínského inscenaci Ochotnického kroužku Ananas, později pak v satirickém kabaretu Loutkové divadlo Československo a také v menších rolích ve filmech Protektor, Polski film, Alois Nebel a Rozkoš.

## Dílo
- Ochotnický kroužek. Ed. Andrea Jochmanová a Štěpán Rusín. JAMU: Brno 2015. 647 s.
- Výběrové příbuznosti. In: Sborník prací Filozofické fakulty brněnské univerzity. Q, Řada teatrologická. 2007, č. 56, s. [161]–173. Dostupné online